# Stelis annulata
Stelis annulata är en biart som först beskrevs av Amédée Louis Michel Lepeletier 1841.  Stelis annulata ingår i släktet pansarbin, och familjen buksamlarbin. Inga underarter finns listade i Catalogue of Life.